# The Last Song
The Last Song – jest to drugi singiel z wydanego w 1992 roku albumu The One Eltona Johna. Piosenka jest hołdem dla zmarłego w tym samym roku ojca pianisty.
Istnieją również pogłoski, że została napisana ku czci pamięci Ryana White’a, 18-letniej ofiary AIDS. Elton był z chłopcem związany emocjonalnie, a na jednym z koncertów w Barcelonie w 1992 roku przyznał nawet, że jest to piosenka o AIDS.
Utwór został też użyty jako motyw muzyczny zamykający krótki film ukazujący montaż zdjęć sławnych ludzi, którzy padli ofiarami AIDS, oraz na końcu ukazanego w 1993 roku filmu And the Band Played On.